# アジアの武術一覧
アジアの武術一覧（アジアのぶじゅついちらん）は、アジアに伝わる武術の一覧。

## 東アジア
- 日本
  - 武芸一覧、武道、古武術、琉球古武術を参照。
- 中国
  - 中国武術一覧を参照。
- 台湾
  - 孫臏拳
- 朝鮮半島
  - 朝鮮半島の武術一覧を参照。
- モンゴル
  - ブフ

## 東南アジア
- タイ王国
  - ムエボーラン
    - ムエタイ
    - ラートリット　タイ陸軍の格闘術。

  - ムエカッチュア
  - フォンダープ
  - フォンマイコーン
  - フォンジューン
  - クラビー・クラボーン
- カンボジア
  - ボッカタオ
  - プラダル・セレイ
  - クバチ・クン・ボーラン
  - クバチ・クン・ダンボン・ベン
- ベトナム
  - ヴォ・ヴィ・ナム
  - ヴォー・トゥアット
  - ビンディン
  - 天門道
  - ヴァット
- ミャンマー
  - ラウェイ
  - ムエ・カッチューア
  - バンドー
  - ポンイ・サイン
  - バンシャイ
- ラオス
  - ムエラオ
  - リン・ロム
- マレーシア
  - トモイ
  - マレー・シラット
- インドネシア
  - クンタオ
  - シラット
- フィリピン
  - エスクリマ・アーニス・カリ
  - パナントゥカン
  - シカラン
  - キノ・ムタイ
  - ブノ

## 南アジア
- インド
  - カラリパヤット
  - ヴァジュラムスティ
  - マッラ・ユッダ
  - シランバム
    - ヴァルマ・カライ
    - クットゥ・ヴァリサイ

  - タンタ
  - ヴァジュラ・ヨガ
  - ガッカ
  - ムクナ
  - シェイスター・ヴィディヤ
  - ムキボクシング
  - インブアンレスリング
  - マリューサム
  - マーマ・アディ
  - ボサッティ
  - バンディッシュ
  - ブットゥ・マーラ・アッティ
  - ナータ
  - ラスィー
  - クシュティ
- スリランカ
  - カラバナ
  - アンガム・ポラ
  - チェーナ・アディ
- ブータン
  - ブータン相撲
- チベット
  - チベット相撲
  - ボアボム

## 中央アジア
- キルギス
  - クロシュ
- ウズベキスタン
  - クラッシュ
  - ジャンサナチ
- グルジア
  - チダオバ

## 西アジア
- イスラエル
  - クラブマガ
- イラン
  - クンフー・トアー
  - コシュティー